# Stephanie Houghton
Stephanie Jayne Houghton (Durham, 23 de abril de 1988) é uma futebolista britânica que atua como defensora.

## Carreira
Stephanie Houghton integrou o elenco da Seleção Britânica de Futebol Feminino nas Olimpíadas de 2012 e 2020.

## Reconhecimento
É uma das 100 Mulheres da lista da BBC de 2017.